# Dent de Vaulion
La Dent de Vaulion (1.483  m s.l.m.) è una montagna del massiccio del Giura. Si trova nel Canton Vaud in Svizzera. Ai piedi del monte vi è il comune di Vallorbe.

## Descrizione
Dominante l'estremità nord del lago di Joux, offre, durante le belle giornate, una vista su almeno sette laghi importanti: a nord-est, i laghi di Neuchâtel, di Bienne e di Morat, a sud il Lemano e a sud-ovest i laghi di Brenet, di Joux e di Rousses.
Presenta un versante nord scosceso ed un dolce versante a sud.